# هموفیلوس پاراآنفلوانزا
هموفیلوس پاراآنفولانزا (Haemophilus parainfluenzae)، گونه ای از هموفیلوس است. هموفیلوس پاراآنفولانزا فقط به فاکتور V برای رشد در محیط کشت نیاز دارد (بر خلاف هموفیلوس آنفولانزا که به هر دو فاکتور X و V برای رشد خود نیازمند است). باکتری هموفیلوس پاراآنفولانزا در گروه HACEK نیز طبقه بندی شده است. گروه HACEK، مجموعه ای از باسیل های گرم منفی هستند که توانایی افزایش یافته ای برای ایجاد اندوکاردیت را از خود نشان می دهند. باکتری های گروه HACEK عبارتند از :
- هموفیلوس پاراآنفولانزا
- هموفیلوس آفروفیلوس
- هموفیلوس پارافروفیلوس
- کاردیوباکتریوم هومینیس (Cardiobacterium hominis)
- اکتینوباسیلوس اکتینومایستم کومیتانس (Actinobacillus actinomycetemcomitans)
- گونه های کینگلا
- ایکنلا کورودنس  (Eikenella corrodens)

باکتری های گروه HACEK می توانند عفونت های دیگری مانند باکتریمی، آبسه، پریتونیت، عفونت گوش، عفونت ملتحمه، استئومیلیت، آرتریت، عفونت های ادراری، زخم و آبسه مغزی را نیز ایجاد نمایند. 